# 蒙特斯卡廖索
蒙特斯卡廖索（義大利語：Montescaglioso），是意大利马泰拉省的一个市镇。总面积176平方公里，人口10089人，人口密度57.3人/平方公里（2009年）。ISTAT代码为077017。